# Pico do Veado
O Pico do Veado é o ponto mais alto da Selvagem Pequena, nas ilhas Selvagens (Região Autónoma da Madeira), com cerca de 49 metros de altura, localizado na costa norte da ilha.
A 17 de Junho de 1977 foi instalado um farol no cimo deste pico.